# Jason Brown (Fußballspieler)
Jason Roy Brown (* 18. Mai 1982 in Southwark, England) ist ein ehemaliger walisischer Fußballtorwart.

## Karriere
Brown begann seine Karriere beim Erstligisten Charlton Athletic, wo er in seiner Jugend spielte. 2001 wechselte er zum FC Gillingham um Spielpraxis zu bekommen, da bei Charlton starke Konkurrenz zwischen den Torhütern herrschte. Zwar begann er auch seine Zeit bei Gillingham auf der Bank, spielte jedoch aufgrund einiger schwachen Leistungen der damaligen Nummer eins Vince Bartram die letzten zehn Spiele der Saison. Durch seine konstant gute Spielweise etablierte er sich bald als Stammtorhüter.
Während der Saison 2002/03 spielte Brown 44 Spiele in allen Wettbewerben und wurde schließlich für die walisische U21-Nationalmannschaft nominiert. Durch eine Reihe von Verletzungen und Formtiefen kam er in den nächsten zwei Spielzeiten weniger häufig zum Einsatz, spielte aber trotzdem 38 Ligaeinsätze in dieser Zeit.
Zu Beginn der Saison 2005/06, in der Gilham nach einem Abstieg aus der Football League Championship in der dritten englischen Liga spielte, erschien Brown als Stammtorhüter gesetzt, jedoch verpflichtete der damalige Manager Neale Cooper den erfahrenen Torwart Tony Bullock von Dundee United. Doch eine Knieverletzung Bullocks in der Saisonvorbereitung ließ die Tür für Brown offen, der durch gute Leistungen seinen Platz im Team festigte. Browns gute Form und seine dauerhaft guten Leistungen wurden durch eine Nominierung für die walisische Fußballnationalmannschaft belohnt.
Coopers Entlassung im November 2005 war auch das Ende Bullocks bei Gillingham. Er wurde im Januar 2006 an den FC St. Mirren verkauft. So hatte Brown seine Position als Stammtorhüter zum Ende der Saison wiedereinmal bestätigt. In der gleichen Saison wurde er von den Fans zum Spieler der Saison gewählt und wurde für das Freundschaftsspiel gegen die Baskische Fußballauswahl nominiert, kam jedoch nicht zum Einsatz. Sein erstes Länderspiel bestritt er beim Freundschaftsspiel gegen Trinidad und Tobago am 27. Mai 2006.
Am 26. Juni 2006 wurde er von den Blackburn Rovers verpflichtet und konkurrierte seitdem mit Peter Enckelman um den Posten des zweiten Torwarts. Sein Debüt für die Blackburn Rovers machte er beim 2:1-Sieg gegen Wigan Athletic am 1. Oktober 2006. Er hielt in dem Spiel einen Elfmeter. Von September bis November 2010 wurde Brown an Leeds United ausgeliehen. Anschließend ging er – ebenfalls auf Leihbasis – für einen Monat zu Leyton Orient. Von März bis Juni 2011 war er an den walisischen Club Cardiff City verliehen. Zur Spielzeit 2011/12 wechselte er nach Schottland zum FC Aberdeen.